# Гилберт, Найджел
На́йджел Ги́лберт (англ. Nigel Gilbert, род. 20 марта 1959 года в Бедфорде, Англия) — английский бывший профессиональный снукерист.

## Карьера
Найджел Гилберт трижды достигал финальной стадии чемпионата мира, но ни разу не пробивался даже в 1/8 финала. На других рейтинговых турнирах он часто выходил в финальные стадии, а на Гран-при 1988 дошёл до 1/4 финала. Также он дважды был в 1/16-й второго по значимости турнира, чемпионата Великобритании (в 1988 и 1993 годах).
В сезоне 1995/96 Гилберт занимал 44 место в официальном рейтинге. После сезона 1999/00 он перестал играть в мэйн-туре.